# Аптекарь (телесериал)
«Апте́карь» — российский драматический сериал по мотивам одноимённого романа Владимира Орлова.

## Сюжет
Москва, район Останкино, 1984 год. В пивной на улице Академика Королёва встречаются мужчины разных возрастов и разного социального положения. Некоторые из них решают, что им недостаточно пива, и впятером покупают вскладчину в соседнем магазине бутылку водки. Водка оказывается производства никому не известного Кашинского завода. Когда бутылку пытаются открыть, из неё чудесным образом появляется женщина, которая называет себя Берегиней и говорит, что теперь она будет исполнять все желания хозяев бутылки.
Однако через некоторое время выясняется, что особых желаний у пайщиков бутылки нет, а те, которые есть, Берегиня исполняет не так, как хотелось бы мужчинам. Пайщики недовольны и требуют от Берегини — или, как она начинает себя называть, Любови Николаевны — оставить их в покое, но она не может этого сделать. Понемногу женщина становится предметом ненависти мужчин. Лишь один из них, разведённый аптекарь Стрельцов, жалеет её, и у них даже возникает что-то вроде взаимных чувств, хотя аптекарь не желает себе в этом признаваться.
Понемногу все пайщики, кроме Стрельцова, продают свои паи местному дельцу Шубникову, торгующему бездомными щенками на Птичьем рынке, выдавая их за породистых собак. Шубников использует свои новые возможности совсем иначе, чем другие мужчины. Сперва он преобразует останкинский пункт проката в Палату Останкинских Польз, куда со временем стекаются все сильные люди Москвы, поскольку благодаря способностям Берегини любой их каприз может быть исполнен. Затем Шубников превращает бывшую пивную в некое подобие «благородного собрания» (как он его понимает). Аппетиты Шубникова растут, он требует от Любови Николаевны всё более абсурдных вещей. Лишь последнему оставшемуся пайщику бутылки — аптекарю Стрельцову удаётся остановить дельца.
Любовь Николаевна исчезает так же неожиданно, как и появилась. Мужики в пивной, как и всё Останкино, возвращаются к своей обычной жизни. Лишь изредка в пивной вспоминают о Берегине и необычных событиях, свидетелями и участниками которых они были. Один аптекарь Стрельцов время от времени приезжает на вокзал к приходу поезда из Кашина в тщетной надежде снова увидеть свою неслучившуюся любовь.

## Производство
Восьмисерийный сериал был снят в 2008 и окончательно смонтирован в 2009 году по мотивам одноимённого романа Владимира Орлова киностудией «Аргус Интернейшнл» по заказу Правительства Москвы. Однако после завершения производства ни один телеканал, кроме канала «Культура», не проявил интерес к его показу. Финансовые предложения «Культуры» не удовлетворили уже продюсеров. В 2013 году режиссёр перемонтировал сериал в полнометражный фильм, который был показан через год в Омске на кинофестивале «Движение». Позднее сериал был предложен к просмотру на стриминговых платформах.

## Восприятие
Автор романа-исходника Владимир Орлов положительно оценил экранизацию, отметив только, что квартира главного героя показана иначе, чем в первоисточнике: в книге Стрельцов — аккуратист, а в сериале у него дома беспорядок.
Критик сайта «Фильм Про» также достаточно положительно охарактеризовал сериал, отметив, что молодому режиссёру удалось заполучить в свой проект звёздный состав актёров, добавив: ему «наверняка потребовалась масса усилий, чтобы раскрыть талант каждого, и в некоторых сценах ему это удалось».
Критики также отмечали условность показанного в сериале исторического периода. Фильм наполнен артефактами советского периода, но несмотря на то, что в начальных титрах первой серии временем действия указан 1984, они относятся и к 1960-м, и к 1970-м, и к 1980-м годам. Режиссёр уверял, что это было сделано умышленно.

## Съёмочная группа
- Александр Баршак — режиссёр-постановщик
- Вадим Тартаковский, Галина Казанкина, Кирилл Олюшкин, при участии Александра Баршака — сценарий
- Святослав Булаковский — оператор-постановщик
- Ольга Кравченя — художник-постановщик
- Алексей Айги — композитор
- Галина Казанкина — подбор актёров
- Ольга Погодина — художник по костюмам
- Ильвира Скоробогатова — художник по гриму
- Александр Жигун — директор
- Ксения Соколова — исполнительный продюсер
- Павел Андреев, Владимир Репин — продюсеры

## В ролях
- Сергей Пускепалис — Стрельцов
- Светлана Ходченкова — Любовь Николаевна
- Тимофей Трибунцев — Шубников
- Даниил Спиваковский — Бурлакин
- Михаил Ефремов — Каштанов
- Сергей Никоненко — Зотов
- Владимир Сычёв — Куликов
- Денис Курочка — Грачёв
- Евгений Воскресенский — Серов
- Владимир Епископосян — Дробный
- Юлия Рутберг — Верка
- Павел Баршак — Миляев
- Владимир Долинский — Кротов
- Юлия Куварзина — Татьяна Алексеевна
- Галина Шевякова — Тамара Семёновна
- Сергей Рубенко — Тарабанько
- Иван Агапов — Перегонов
- Александр Леньков — архивариус
- Расми Джабраилов — Лошак-муж
- Любовь Кондрашева — Лошак-жена
- Алексей Якубов — директор автоколонны
- Пётр Меркурьев — дядя Коля